# Спомен-биста Радоја Домановића у Београду
Спомен-биста Радоја Домановића је споменик у Београду. Налази се на Калемегдану у општини Стари град.

## Опште карактеристике
Биста је посвећена Радоју Домановићу (Овсиште, 16. фебруар 1873 — Београд, 17. август 1908), српском сатиричном приповедачу. Налази се на Калемегдану, постављена је 1973. године, а рад је српског вајара Небојше Митрића.